# Imamzade Mir Neschane
Das Imamzade Mir Neschane (persisch امامزاده میرنشانه Emamsade Mir Neschane, [ɛmɑmzɑdɛ miɾnɛʃɑnɛ]) ist die Grabstätte von Hassan ibn-e Mūsā, der Sohn Mūsā ibn Dschaʿfar al-Kāzims. Das Imamzade hat eine kegelförmige türkise Kuppel. Seine inneren Wände wurden mit Moarraq-Keramikfliesen dekoriert. Auf dem Grab gibt es ein geschnitztes Grabmal, auf dessen Inschrift einige Verse aus dem Koran zu lesen sind. Die Holztür des Imamzades stammt aus dem 16. Jahrhundert. Neben dem Grabmal gibt es einen Keller, der Ghadamgah (Fußspur) genannt wird. Im Keller gibt es einen Brunnen. Die Wände und Decke des Kellers wurden mit bunten Malereien dekoriert. Auf der kleinen Tür des Kellers ist der Name Gandschali zu lesen, der wahrscheinlich der Name des Stifters des Gebäudes war. Das Imamzade Mir Neschane hat auch eine gleichnamige Moschee.